# Дніпро (авіаційно-спортивний клуб)
Авіаційно-спортивний клуб «Дніпро» (Дніпровський аероклуб, Дніпровський АСК) — авіаційний спортивний клуб у Дніпро.
Базується на аеродромі Кам'янка. Клуб здійснює підготовку льотчиків, планеристів, парашутистів.
Датою створення клубу вважається 18 серпня 1933 року.
В 1939 році клубу було присвоєно ім'я Поліни Денисівни Осипенко.
В 1941 році аероклуб був перетворений у військову школу первісного навчання льотчиків, готував пілотів з відривом від виробництва у два потоки й направляв у військові авіаційні училища.
У роки німецько-радянської війни вихованці й співробітники Дніпропетровського АСК служили на фронті. Шістнадцятеро з них отримали звання Герой Радянського Союзу, двоє були визнані гідними цього звання двічі.
Післявоєнна робота клубу почалася в 1947 році. На базі клубу неодноразово проводилися збори збірних команд по планерному спорту СРСР та України, змагання з авіаційних видів спорту, випробовувалася нова планерна техніка.

## Герої Радянського Союзу Дніпропетровського АСК
Герої Радянського Союзу:
- Олександр Дмитрович Анискин
- Олег Степанович Беликов
- Василь Антонович Бурмака
- Олександр Іовович Волошин
- Павло Якович Гусенко
- Марія Іванівна Доліна
- Василь Сергійович Конобаев
- Анатолій Григорович Лук'янов
- Микола Калістратович Лисенко
- Михайло Семенович Мазаний
- Іван Хомич Мотуз
- Василь Якович Рябошапка
- Іван Леонтійович Сенагин
- Андрій Васильович Чирков
- Петро Іванович Шавурін
- Лев Львович Шестаков

Двічі Герої Радянського Союзу:
- Анатолій Якович Брандис
- Георгій Михайлович Паршин

## Досягнення
За час роботи Дніпропетровського АСК підготовлено безліч пілотів, планеристів, парашутистів, авіамоделістів. Спортсмени клубу одержали значну кількість перемог, завоювали безліч медалей на чемпіонатах СРСР, України, Європи й миру, є авторами світових і національних рекордів.
Найвідомішими спортсменами в історії клубу є:
- Іван Антонович Федчишин — заслужений майстер спорту СРСР, світовий рекордсмен, перший абсолютний чемпіон миру по парашутному спорті.
- Михайло Михайлович Веретенників — заслужений майстер спорту СРСР, світовий рекордсмен, чемпіон миру по планерному спорті.

## Досягнення «новітньої історії» клубу
- Людмила Володимирівна Земська — майстер спорту міжнародного класу встановила на чемпіонаті України по класичному парашутизмі (Кіровоград, 2007 рік) два світових рекорди й два рекорди Європи (Інформація про рекорди на сайті ФАИ)